# La battaglia di Jena
La battaglia di Jena, o La battaglia di Iena (Bataille d'Iéna, 14 octobre 1806), è un quadro del pittore francese Horace Vernet, dipinto nel 1836. Si tratta di una delle opere visibili nella galleria delle Battaglie, alla reggia di Versailles, in Francia.

## Storia
Nel 1833, il re Luigi Filippo, al potere da tre anni, decise di trasformare la reggia di Versailles in un museo storico della Francia. La galleria delle Battaglie venne inaugurata nel 1837. Vi furono collocate trentatré tele monumentali, che raffiguravano degli episodi militari della storia francese. Horace Vernet dipinse questa tela nel 1836 e la espose al Salone di quell'anno.

## Descrizione
La tela, di 4,65 metri di altezza e 5,43 metri di larghezza, ritrae una scena della battaglia di Jena, svoltasi nel 1806, nella quale Napoleone Bonaparte sconfisse le truppe prussiane. Dato che le tele della galleria delle Battaglie sono disposte in ordine cronologico, l'opera è posta tra i dipinti che ritraggono la battaglia di Austerlitz (1805) e la battaglia di Friedland (1807).
Il quadro ritrae l'istante nel quale, secondo un aneddoto, Napoleone avrebbe sentito dalle file della guardia imperiale una voce che gridava "Avanti!", infatti Vernet dipinse l'imperatore mentre si gira con un'espressione severa, trattenendo il cavallo pronto al galoppo. Dietro di lui si trova il maresciallo Gioacchino Murat, mentre nella parte destra del quadro si trovano i soldati della guardia imperiale: tra di loro c'è un soldato che agita il suo berretto con entusiasmo.